# 相良長福
相良 長福（さがら ながとみ）は、肥後国人吉藩の第14代藩主。

## 生涯
文政7年（1824年）閏8月19日、第13代藩主・相良頼之の長男として生まれる。文政11年（1828年）2月5日、長福と名乗る。天保9年12月16日（1839年）、従四位下・遠江守に叙任する。天保10年（1839年）7月17日、父の隠居により家督を継いだ。
この頃、藩では祖父頼徳の時代からの家老である田代政典によって、藩財政再建を中心とした藩政改革が行なわれていた。田代の改革は一時的には財政再建を成したが、その一方で農民が苦しみ、また知行を削減された藩士の間でも改革に対する不満が高まっていた。
このような中で天保12年（1841年）2月、改革の一環として豊後より椎茸栽培を導入し、座（特権商人制度）を設けたことにより、作物への課税や椎茸山への入山禁止などに不満を抱いた藩内一円の農民約1万人が、特権商人宅などに打ちこわしを行なった。この事件により、政典は引責自害し、座が廃止されることで事件は収拾した。ところが天保13年（1842年）、一揆を煽動したとして門葉（相良一族）の相良頼直（左仲）も切腹となった。これは、改革をめぐっての家老派と門葉派による対立があったものとされている（茸山騒動）。
その後も天災が相次いで藩財政は苦しく、また長福は軍備の近代化を目指して洋式軍制への改革を推進したが、これが皮肉にも後の丑歳騒動につながった。安政2年（1855年）7月12日、江戸からの帰国途中に発病し、まもなく帰国して病死した。享年32。
長男の頼紹が幼少のため、弟の頼基が養子となって跡を継いだ。

## 系譜
父母
- 相良頼之（父）
- 於福、浦崎 - 側室（母）

正室、継室
- 大村純昌の娘（正室）
- 操姫 - 奥平昌高の娘（継室）

側室
- 横山氏

子女
- 相良頼紹（長男） 生母は横山氏
- 蓑田司馬室

養子
- 相良頼基 - 頼之の四男